# Ryszard Jakubas
Ryszard Jakubas – polski chemik, prof. dr hab. nauk chemicznych, profesor na Wydziale Chemii Uniwersytetu Wrocławskiego.

## Życiorys
W 1975 ukończył studia chemiczne na Uniwersytecie Wrocławskim, w 1980 obronił pracę doktorską, a w 1990 habilitował się na podstawie pracy zatytułowanej Struktura i przejścia fazowe w halogenoantymonianach III i bizmutanach III alkiloamoniowych. 26 listopada 1998 nadano mu tytuł profesora nauk chemicznych. Pracował w Instytucie Chemii na Wydziale Matematyki, Fizyki i Chemii Uniwersytetu Wrocławskiego.
Jest zatrudniony na stanowisku profesora zwyczajnego na Wydziale Chemii Uniwersytetu Wrocławskiego.